# ハンガリー・テレビ
ハンガリー・テレビ（ハンガリー語: Magyar Televízió、略称: MTV、マジャル・テレビ）は、ハンガリーのテレビ局。アメリカのMTVとは一切関係ない。MTVは公共放送であるが、CMの放映は認められている。欧州放送連合加盟局のひとつ。

## 歴史
MTVは1957年5月1日、ハンガリー人民共和国の国営放送であるMagyar Rádió（略称: MR、ハンガリー・ラジオ）のテレビ部門として開局した。テレビ放送の開始を受け、翌1958年、国営放送MRはMagyar Rádió és Televízió（略称: MRT、ハンガリー・ラジオとテレビ）に改称。当時はインタービジョン（国際放送機構）の加盟局だった。
1964年に東京オリンピック実況宇宙中継を放映。1969年、初のカラー放送を実施。1972年、従来のチャンネル（M1）に加えて新チャンネルMTV2（M2）を新設し、2チャンネルでの放送を開始。1974年、MRTが改組され、テレビ部門がMTV（Magyar Televízió）として独立、ラジオ部門はハンガリー・ラジオとなった。1982年に文字多重放送を開始。
ハンガリー民主化により1989年10月23日にハンガリー（第三共和国）が成立すると、1996年に映像方式をSECAMからPALに変更。放送市場の自由化を受け、1997年10月4日にハンガリー初の全国商業テレビ局としてTV2が開局するまではハンガリー唯一の地上波テレビ局であった。
2002年に受信料制度を廃止、政府からの交付金と広告収入での運営となった。2009年5月にMTVは地上波デジタル放送を開始した。